# Campylopus ambiguus
Campylopus ambiguus är en bladmossart som beskrevs av Thériot 1922. Campylopus ambiguus ingår i släktet nervmossor, och familjen Dicranaceae. Inga underarter finns listade i Catalogue of Life.